# Valse hésitation

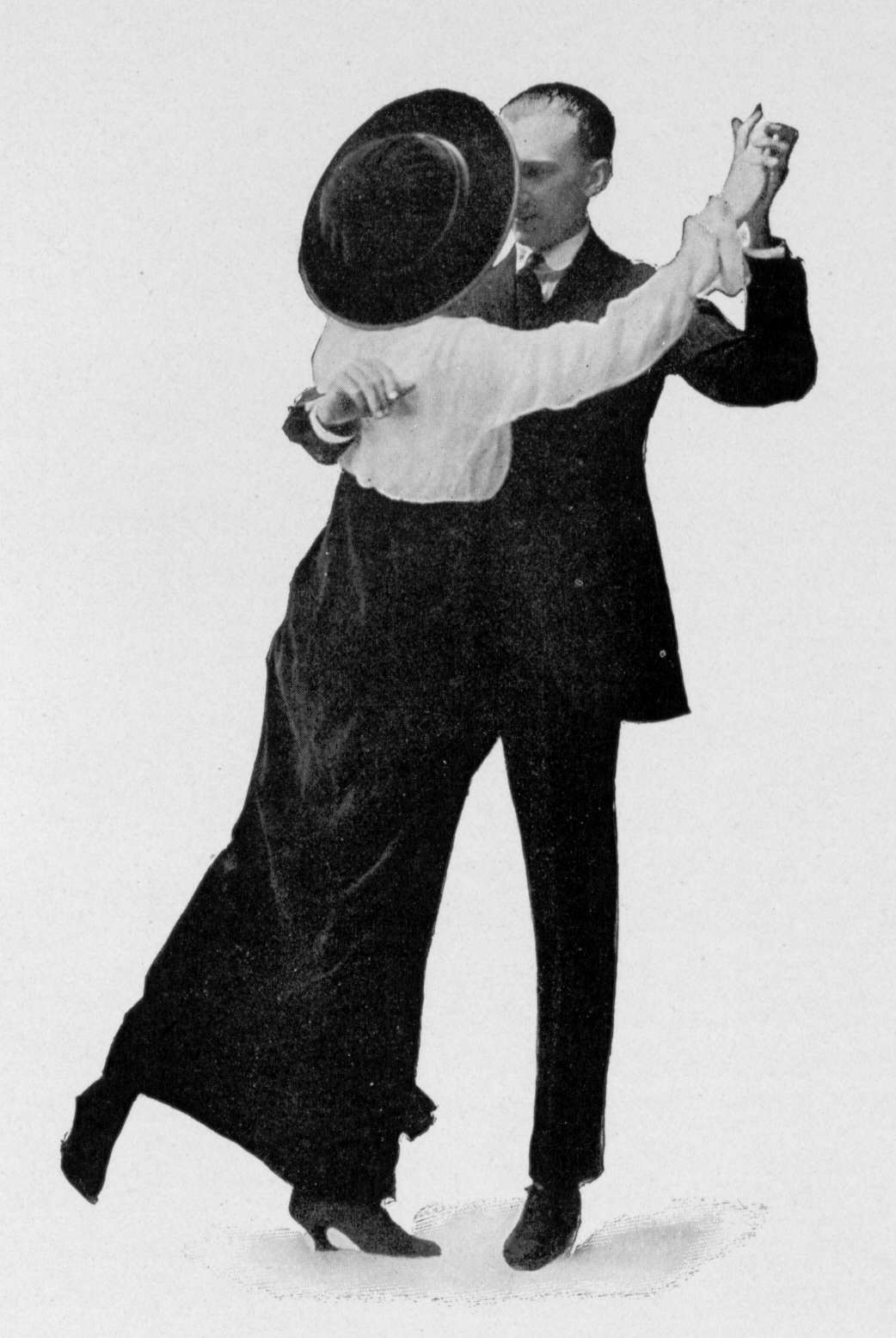
Vernon et Irene Castle dansant la valse hésitation en 1914. La légende originale de l'image indique que les danseurs illustrent un pivot durant la séquence d'hésitation.

La valse hésitation, ou simplement l'hésitation est un genre de danse apparenté à la valse et créé au début du XXe siècle. Son nom provient des séquences durant la danse dans lesquelles les danseurs ne bougent pas les pieds : l'hésitation.

## Histoire
Le créateur de la valse hésitation n'est pas clairement déterminé.
Le pas d'hésitation n'est pas unique à cette danse, et se retrouve également dans une variante du boston-hésitation.

## Caractéristiques
Cette valse se danse sur de la musique en 
, soit trois temps par mesure.
Les danseurs alternent deux types de séquences de mouvement, les séquences de déplacement et celles d'hésitation. Durant les séquences de déplacement, les danseurs marchent ou valsent vers la droite, vers la gauche, en avant ou en arrière ou de côté. Durant les séquences d'hésitation, les danseurs ne font aucun pas, donnant l'impression qu'ils hésitent à se déplacer. Cette hésitation donne à la danse son nom. De nombreuses variantes de cette danse ont été élaborées, dont certaines sont présentées dans les sections ci-après.

### Variantes

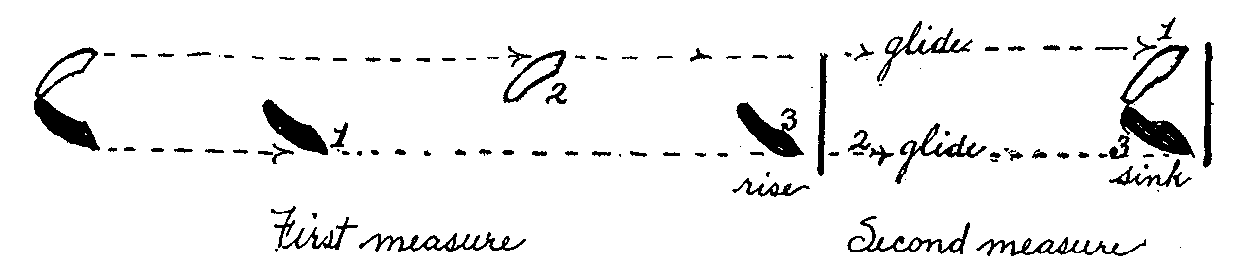
Diagramme de pas du thème principal de la danse, par Troy et Margaret West Kinney. Durant la première mesure (premiers temps 1 à 3), les danseurs marchent ou valsent en effectuant un pas par temps. Durant la deuxième mesure (seconds temps 1 à 3), les danseurs font un pas sur le premier temps puis rassemblent les pieds en ramenant l'autre pied durant les deux temps restants.

Dans la version décrite par Vernon et Irene Castle, les danseurs doivent plus spécifiquement alterner deux pas vers l'avant avec deux pas vers l'arrière durant la séquence de déplacement, tout en tournant légèrement de sorte à ne pas se retrouver au point de départ. Les danseurs utilisent alors les deux temps restant dans la mesure pour « hésiter ».
Dans la version décrite par Albert W. Newman, les danseurs se déplacent durant une mesure à trois temps, et « hésitent » durant la mesure suivante.
Dans son livre Complete Dance Instructor, Frank H. Norman Sr. décrit des figures de valse hésitation en son nom, mais aussi d'autres variantes attribuées à Geo E. Rutherford, Oscar Duryea, un danseur reconnu, et H. L. Walker.